# Соуза Лима, Жуан де
Жуан де Соуза Лима (порт. João de Souza Lima; 21 марта 1898, Сан-Паулу — 28 ноября 1982, там же) — бразильский пианист, дирижёр и композитор.

## Биография
Ученик Луиджи Кьяффарелли, Соуза Лима в 1919 году отправился для совершенствования пианистического мастерства в Париж, где учился у Изидора Филиппа, Маргерит Лонг, Эгона Петри и Александра Браиловского, а также, как дирижёр, у Камиля Шевийяра. В 1922 году окончил Парижскую консерваторию, а с 1926 года уже преподавал в ней. С 1923 года Соуза Лима выступал как солист с Оркестром Колонна. Особый интерес испытывал к творчеству Дебюсси и Равеля, консультируясь в своих интерпретациях с вдовой Дебюсси и с самим Равелем.
В 1930 году Соуза Лима вернулся в Бразилию, где выступал уже не только как пианист, но и как дирижёр, работая со всеми ведущими оркестрами страны, в частности, считается основателем Симфонического оркестра штата Сан-Паулу, был главным дирижёром Муниципального симфонического оркестра Сан-Паулу. Впервые исполнил в Бразилии ряд важнейших произведений мирового репертуара, в частности, Rhapsody in Blue Гершвина.
Композиторское наследие Соузы Лимы включает оперу Андреа дель Сарто (1957), ряд симфонических поэм, из которых наиболее известны «Поэма Америк» (порт. Poema das Américas; 1942) и «Король-мамлюк» (порт. O rei mameluco; 1937), камерные, вокальные и фортепианные пьесы.

## Память
Именем музыканта названа улица (порт. Rua Maestro João de Souza Lima) в Сан-Паулу.